# Cristalúria
Cristalúria caracteriza-se pela presença de cristais na urina. É considerada como um dos efeitos colaterais da penicilina e sulfonamida.[carece de fontes?]
Dos cristais formados, podem ser observados os cristais de oxalato de cálcio, ácido úrico, fosfato de cálcio e fosfatos amorfos.